# Rainald II. (Burgund)
Rainald II. (französisch: Renaud; † zwischen 1097 und 1101) war ein Freigraf von Burgund und Graf von Mâcon aus dem Haus Burgund-Ivrea. Er war ein Sohn des Freigrafen Wilhelm I. und der Étiennette von Longwy-Metz.
Er war verheiratet mit Regina, die eine Tochter des Grafen von Oltigen war. Ihr gemeinsamer Sohn war Wilhelm der Deutsche.
Rainald begab sich 1097 auf den ersten Kreuzzug und beauftragte seinen jüngeren Bruder Stephan Tollkopf mit der Regierung in der Freigrafschaft als Vormund für seinen unmündigen Sohn. Rainald starb im Verlauf des Kreuzzuges. Dem Chronisten Albert von Aachen zufolge gehörte er dem Gefolge des Herzogs Welf I. von Bayern an als er starb, womit er dann aber dem Kreuzzug von 1101 angehört hätte, an dem auch sein Bruder Stephan Tollkopf teilnahm.